# René Coicaud
René Coicaud (* 25. August 1927 in Libourne; † 1. Oktober 2000 in Bergerac) war ein französischer Florettfechter.

## Erfolge
René Coicaud nahm 1956 an den Olympischen Spielen in Melbourne als Mitglied der Florett-Mannschaft teil, mit der er in die Finalrunde einzog. Diese beendete er gemeinsam mit Bernard Baudoux, Roger Closset, Claude Netter, Jacques Lataste und Christian d’Oriola auf dem Silberrang hinter Italien und vor Ungarn. Im Jahr darauf wurde Coicaud mit der Mannschaft Vizeweltmeister in Paris.